# Copa CONMEBOL
A Copa CONMEBOL ou Taça CONMEBOL foi uma competição de futebol organizada pela Confederação Sul-Americana de Futebol (CONMEBOL), disputada de 1992 a 1999. Foi uma competição de segundo ou terceiro nível sul-americano e considerada pela CONMEBOL como uma das competições precursoras da Copa Sul-Americana.
Desde a primeira edição, em 1992, a competição foi realizada em formato eliminatório, composta ordinariamente por quatro fases e 16 participantes, ressalvadas as edições de 1997 (18 times), que contou com uma fase preliminar às oitavas, e de 1999 (14 times), que sofreu duas desistências. Ao todo, teve oito edições e sete campeões, todos brasileiros ou argentinos: Atlético Mineiro (dois títulos), Botafogo, Lanús, Rosario Central, Santos, São Paulo e Talleres.
É tida como secundária por ser uma competição continental de nível inferior a Copa Libertadores da América, mas considerada terciária por não classificar para a Recopa Sul-Americana contra o vencedor desta, vaga reservada, até 1998, para o ganhador da também extinta Supercopa Sul-Americana.

## História

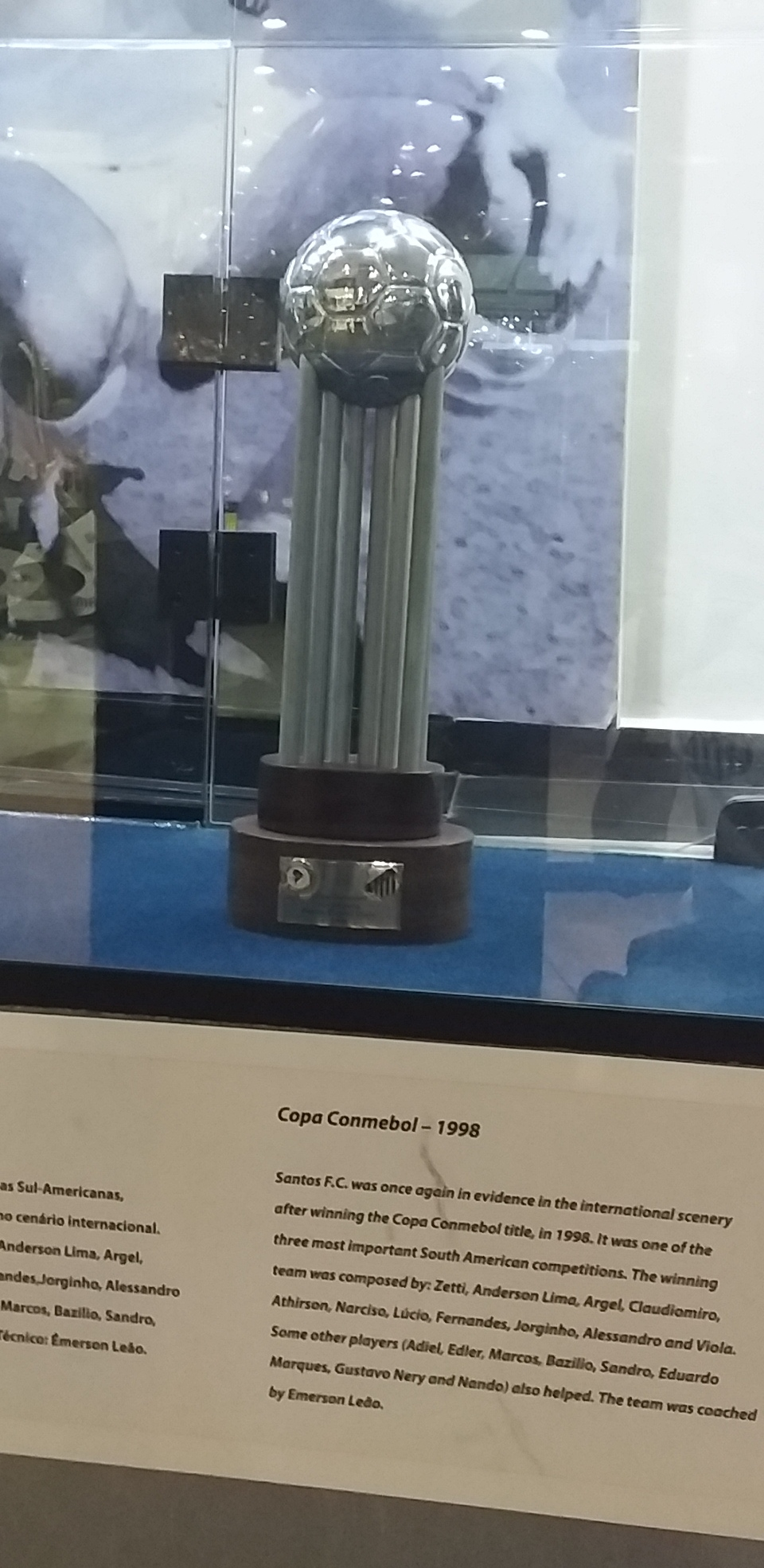
A taça entregue ao campeão da Copa Conmebol

No início da década de 1990, a Confederação Sul-Americana de Futebol organizou a criação de várias competições de clubes e, entre elas, a Copa CONMEBOL. A competição era formada pelos melhores nos campeonatos nacionais depois do respectivo campeão, único que recebia vaga na Copa Libertadores (limitada até 1999 apenas aos campeões dos campeonatos e copas nacionais, além de seu atual vencedor) pela liga, sendo comparada com a Copa da UEFA, embora outras formas de qualificação tenham sido usadas, como título em copa interestadual. A depender da confederação nacional, não existia impossibilidade de disputar Copa CONMEBOL e Supercopa Sul-Americana.
Em 5 de agosto de 1992, os primeiros seis jogos da primeira edição foram disputados. O Atlético Mineiro e Olimpia protagonizaram a final daquele ano, vencida pelo clube brasileiro.
Aliás, os títulos das duas edições seguintes ficaram no Brasil. Em 1993, com uma equipe limitada, o Botafogo comemorou o feito após vencer o Peñarol na disputa por pênaltis, o que lhe rendeu vaga na Recopa Sul-Americana de 1994, ante o fato de São Paulo ter vencido as duas competições de acesso (Libertadores e Supercopa) em 1993. No ano seguinte, foi a vez do São Paulo, com um quadro de jovens promessas, se sagrar campeão contra o próprio Peñarol. Esta hegemonia brasileira foi superada em 1995, quando o Rosario Central surpreendeu o Atlético Mineiro ao devolver uma goleada de 4 a 0. O feito argentino foi repetido pelo Lanús em 1996. Porém, ambos foram derrotados nas finais seguintes por Atlético Mineiro (em penalidades) e Santos.
Os campeões de 1992 a 1995 participaram em 1996 da Copa Master da CONMEBOL, vencida pelo São Paulo. Os vencedores de 1992, 1994 e 1995 classicaram-se para disputar no ano seguinte a Copa de Ouro Nicolás Leoz, que reunia os campeões continentais sul-americanos da temporada passada. Não rendia vaga para a Libertadores, assim como a Sul-Americana em suas oito primeiras edições (2002 a 2009).
Com o passar do tempo, os clubes perderam o interesse pela Copa CONMEBOL e isso se refletiu na edição de 1999, quando os clubes de maior investimento negaram disputar a competição e foram substituídos por clubes de menor expressão (em nível nacional e internacional), sendo ofuscada pelas promissoras copas Mercosul e Merconorte, estreadas em 1998. No mesmo ano (1999), a entidade anunciou a extinção da competição, uma vez que o calendário sul-americano ficaria ocupado com as eliminatórias da Copa do Mundo de 2002. Dessa forma, as federações filiadas decidiram não dar sequência à Copa Conmebol. O argentino Talleres ficou com o título da última edição, após vencer o CSA de Alagoas, primeiro time do Nordeste do Brasil em uma final continental.
Nesta edição ainda ocorreu umas das histórias mais inusitadas do futebol sul-americano: pelas oitavas, o atacante Flávio, do Paraná, assumiu o gol e agarrou três cobranças na disputa por pênaltis (além de converter a sua), ajudando o time a avançar de fase contra o San Lorenzo do Paraguai.
Em 2022, em movimento liderado pelo Atlético Mineiro, entrou em análise a unificação da antiga taça como Copa Sul-Americana, tendo havido aprovação pelo comitê dos clubes integrantes das oitavas-de-final da Copa Libertadores daquele ano; porém, as confederações nacionais pediram mais tempo para avaliar o assunto.

## Formato
O formato da competição se manteve semelhante ao longo dos anos: um sistema eliminatório com partidas de ida e volta, normalmente disputado por 16 participantes. Os vencedores se classificavam para a próxima fase, seguindo-se o chaveamento mata-mata. A única mudança no regulamento aconteceu em 1997, quando a competição contou com 18 clubes. Isto fez com que uma fase preliminar, composta por dois confrontos, fosse disputada. Em 1999, o chileno Concepción passou das oitavas diretamente para as semis, em razão de duplo W.O no duelo uruguaio que definiria seu rival pelas quartas.

## Campeões

### Títulos por clube
| Pos  | Clube                | Títulos | Vices | Semifinais |
| ---- | -------------------- | ------- | ----- | ---------- |
| 1.º  | Atlético Mineiro     | 2       | 1     | 2          |
| 2.º  | Rosário Central      | 1       | 1     | 1          |
| 3.º  | Lanús                | 1       | 1     | —          |
| 4.º  | Botafogo             | 1       | —     | —          |
| 4.º  | Santos               | 1       | —     | —          |
| 4.º  | São Paulo            | 1       | —     | —          |
| 4.º  | Talleres             | 1       | —     | —          |
| 8.º  | Peñarol              | —       | 2     | —          |
| 9.º  | CSA                  | —       | 1     | —          |
| 9.º  | Olimpia              | —       | 1     | —          |
| 9.º  | Santa Fe             | —       | 1     | —          |
| 12.º | América de Cali      | —       | —     | 1          |
| 12.º | Atlético Colegiales  | —       | —     | 1          |
| 12.º | Colón                | —       | —     | 1          |
| 12.º | Corinthians          | —       | —     | 1          |
| 12.º | Deportes Concepción  | —       | —     | 1          |
| 12.º | El Nacional          | —       | —     | 1          |
| 12.º | Gimnasia y Esgrima   | —       | —     | 1          |
| 12.º | Sampaio Corrêa       | —       | —     | 1          |
| 12.º | San Lorenzo          | —       | —     | 1          |
| 12.º | São Raimundo-AM      | —       | —     | 1          |
| 12.º | Universidad de Chile | —       | —     | 1          |
| 12.º | Universitario        | —       | —     | 1          |
| 12.º | Vasco da Gama        | —       | —     | 1          |

### Títulos por país
| Pos | Clube     | Títulos | Vices | Semifinais |
| --- | --------- | ------- | ----- | ---------- |
| 1.º | Brasil    | 5       | 2     | 6          |
| 2.º | Argentina | 3       | 2     | 4          |
| 3.º | Uruguai   | —       | 2     | —          |
| 4.º | Colômbia  | —       | 1     | 1          |
| 4.º | Paraguai  | —       | 1     | 1          |
| 6.º | Chile     | —       | —     | 2          |
| 7.º | Equador   | —       | —     | 1          |
| 7.º | Peru      | —       | —     | 1          |

## Controvérsias
A Copa CONMEBOL também ficou marcada pelos episódios de violência por parte de jogadores e torcedores. O primeiro ocorreu na cidade de Belo Horizonte em 23 de setembro de 1992. Na ocasião, torcedores do Atlético Mineiro, após o término da finalíssima, protagonizaram atos de vandalismo e roubos entre o bairro de Lourdes e a praça Sete de Setembro. De acordo com a Polícia Militar, dezoito lojas foram depredadas ou saqueadas e dezenas de veículos danificados. Três anos depois, a torcida do Rosario Central invadiu o campo do estádio Gigante de Arroyito para festejar o título do clube argentino, iniciando uma confusão generalizada que atrapalhou até a cerimônia de entrega do troféu.
O principal evento de violência, porém, ocorreu após o apito final da ida da decisão de 1997, disputada na Argentina por Atlético Mineiro e Lanús. O treinador Emerson Leão teve de fazer uma cirurgia na face em função dos golpes sofridos. Espremidos contra o alambrado por todo o time mandante, outros profissionais do time mineiro também saíram machucados.